# Ei8ht
Ei8ht è l'ottavo album in studio del cantautore britannico Nik Kershaw, pubblicato il 6 agosto 2012 dall'etichetta discografica Shorthouse Records.

## Tracce
1. These Tears – 3:51
2. The Sky's the Limit – 4:12
3. Runaway – 3:54
4. Shoot Me – 4:36
5. Bad Day You're Having – 4:12
6. Red Strand – 4:23
7. Enjoy the Ride – 4:12
8. You're the Best – 4:21
9. Stuff – 3:32
10. Rock of Ages – 4:34
11. The Bell – 3:48
12. The Sky's the Limit (Radio Version) – 3:29 – mixed by Robbie Bronnimann

### Singoli estratti
- The Sky's the Limit